# غونزاليس (لويزيانا)
غونزاليس (بالإنجليزية: Gonzales, Louisiana)‏ هي مدينة تقع في الولايات المتحدة في لويزيانا. يقدر عدد سكانها بـ 9,781 نسمة .

## التركيبة السكانية
حدّد مكتب تعداد الولايات المتحدة بيانات التركيبة السكانية لغونزاليس في تعداد الولايات المتحدة. في ما يلي، التركيبة السكانية حسب تعدادي 2000 و2010.

### تعداد عام 2000
بلغ عدد سكان غونزاليس 8,156 نسمة بحسب تعداد عام 2000، وبلغ عدد الأسر 2,966 أسرة وعدد العائلات 2,156 عائلة مقيمة في المدينة. في حين سجلت الكثافة السكانية 340.5 نسمة لكل كيلومتر مربع (881.9/ميل2). وبلغ عدد الوحدات السكنية 3,332 وحدة بمتوسط كثافة قدره 139.1 لكل كيلومتر مربع (360.3/ميل2).
وتوزع التركيب العرقي للمدينة بنسبة 65.40% من البيض و31.25% من الأمريكيين الأفارقة و0.22% من الأمريكيين الأصليين و0.61% من الأمريكيين ذوي الأصول الآسيوية و0.01% من سكان جزر المحيط الهادئ و1.64% من الأعراق الأخرى و0.86% من عرقين مختلطين أو أكثر و3.62% من الهسبانيون أو اللاتينيون من أي عرق.
بلغ عدد الأسر 2,966 أسرة كانت نسبة 41.5% منها لديها أطفال تحت سن الثامنة عشر تعيش معهم، وبلغت نسبة الأزواج القاطنين مع بعضهم البعض 51.6% من أصل المجموع الكلي للأسر، ونسبة 17% من الأسر كان لديها معيلات من الإناث دون وجود شريك،  بينما كانت نسبة 4.1% من الأسر لديها معيلون من الذكور دون وجود شريكة وكانت نسبة 27.3% من غير العائلات. تألفت نسبة 23% من أصل جميع الأسر من عدة أفراد يعيشون في نفس المنزل ونسبة 6.9% كانت تتألف من شخص يعيش بمفرده يبلغ من العمر 65 عاماً أو أكثر. وبلغ متوسط حجم الأسرة المعيشية 2.68، أما متوسط حجم العائلات فبلغ 3.18.
بلغ العمر الوسطي للسكان 34.0 عاماً. وكانت نسبة 27.3% من القاطنين تحت سن الثامنة عشر، وكانت نسبة 9.8% بين الثامنة عشر والرابعة والعشرين عاماً، ونسبة 29.6% كانت واقعةً في الفئة العمرية ما بين الخامسة والعشرين والرابعة والأربعين عاماً، ونسبة 21.7% كانت ما بين الخامسة والأربعين والرابعة والستين، ونسبة 9.2% كانت ضمن فئة الخامسة والستين عاماً فما فوق. يوجد لكل 100 أنثى 90.5 ذكر، ويوجد لكل 100 أنثى في الثامنة عشر من عمرها فما فوق 88.4 ذكر.
بلغ متوسط دخل الأسرة في المدينة 38,173 دولارًا، أما متوسط دخل العائلة فبلغ 43,117 دولارًا. وكان متوسط دخل الذكور 38,731 دولارًا مقابل 22,168 دولارًا للإناث. وسجل دخل الفرد الخاص بالمدينة 17,690 دولارًا. وكانت نسبة 14.9% من العائلات ونسبة 16.6% من السكان تحت خط الفقر، وكان من هؤلاء نسبة 24% تحت سن الثامنة عشر ونسبة 14.5% في الخامسة والستين من العمر وما فوق.

### تعداد عام 2010
بلغ عدد سكان غونزاليس 9,781 نسمة بحسب تعداد عام 2010، وبلغ عدد الأسر 3,673 أسرة وعدد العائلات 2,490 عائلة مقيمة في المدينة. في حين سجلت الكثافة السكانية 408.4 نسمة لكل كيلومتر مربع (1,057.8/ميل2). وبلغ عدد الوحدات السكنية 4,034 وحدة بمتوسط كثافة قدره 168.4 لكل كيلومتر مربع (436.2/ميل2).
وتوزع التركيب العرقي للمدينة بنسبة 48.79% من البيض و44.21% من الأمريكيين الأفارقة و0.22% من الأمريكيين الأصليين و1.12% من الأمريكيين ذوي الأصول الآسيوية و0.07% من سكان جزر المحيط الهادئ و4.02% من الأعراق الأخرى و1.56% من عرقين مختلطين أو أكثر و8.42% من الهسبانيون أو اللاتينيون من أي عرق.
بلغ عدد الأسر 3,673 أسرة كانت نسبة 37% منها لديها أطفال تحت سن الثامنة عشر تعيش معهم، وبلغت نسبة الأزواج القاطنين مع بعضهم البعض 44.2% من أصل المجموع الكلي للأسر، ونسبة 18.1% من الأسر كان لديها معيلات من الإناث دون وجود شريك،  بينما كانت نسبة 5.5% من الأسر لديها معيلون من الذكور دون وجود شريكة وكانت نسبة 32.2% من غير العائلات. تألفت نسبة 26.1% من أصل جميع الأسر من عدة أفراد يعيشون في نفس المنزل ونسبة 8.5% كانت تتألف من شخص يعيش بمفرده يبلغ من العمر 65 عاماً أو أكثر. وبلغ متوسط حجم الأسرة المعيشية 2.61، أما متوسط حجم العائلات فبلغ 3.16.
بلغ العمر الوسطي للسكان 35.2 عاماً. وكانت نسبة 25.2% من القاطنين تحت سن الثامنة عشر، وكانت نسبة 10.1% بين الثامنة عشر والرابعة والعشرين عاماً، ونسبة 27% كانت واقعةً في الفئة العمرية ما بين الخامسة والعشرين والرابعة والأربعين عاماً، ونسبة 25.4% كانت ما بين الخامسة والأربعين والرابعة والستين، ونسبة 12.2% كانت ضمن فئة الخامسة والستين عاماً فما فوق. وتوزع التركيب الجنسي للسكان بنسبة 47.6% ذكور و52.4% إناث.

## أعلام
- أندرو غلوفر
- ملفين إيرفين
- شون نيلسون